# Jan Domarski
Jan Andrzej Domarski (ur. 28 października 1946 w Drabiniance) – piłkarz grający na pozycji napastnika, reprezentant Polski, uczestnik i zdobywca trzeciego miejsca podczas mistrzostw świata w Niemczech w 1974.

## Działalność piłkarska

### Kariera zawodnicza
Ligowej piłki uczył się w Stali Rzeszów. Jest rekordzistą w liczbie meczów (205) oraz liczbie strzelonych goli (55) w barwach rzeszowskiej Stali w pierwszym poziomie ligowym. Dwukrotny mistrz Polski ze Stalą Mielec (1973, 1976). Przed meczem Stali Mielec z Górnikiem Zabrze 29 sierpnia 1976 przy 18 tys. widzów odbyło się uroczyste pożegnanie Jana Domarskiego jako zawodnika mieleckiej drużyny, podczas którego zawodnik otrzymał od dziennikarzy żywą kaczkę (stanowiącą kaczkę dziennikarską).

### Kariera reprezentacyjna
17 października 1973 w 57. minucie zdobył gola w meczu Anglia-Polska (1:1) na stadionie w dzielnicy Wembley w Londynie. Bramka ta przesądziła o awansie reprezentacji Polski do mistrzostw świata w Niemczech. Gol Domarskiego trafił na listę pięćdziesięciu najważniejszych bramek w historii piłki nożnej, sporządzoną przez dziennik „The Times” i tradycyjnie uznawany jest za najważniejszą bramkę w historii polskiej piłki nożnej.
Jan Domarski otrzymał rolę środkowego napastnika reprezentacji po kontuzji Włodzimierza Lubańskiego. Na mistrzostwach świata w 1974 nie grał już w podstawowej jedenastce – był zmiennikiem Andrzeja Szarmacha i w pierwszym składzie wyszedł tylko w „meczu na wodzie” z reprezentacją Republiki Federalnej Niemiec. Był to jego ostatni mecz w reprezentacji.
W kadrze narodowej Jan Domarski rozegrał 17 meczów (w tym sześć podczas eliminacji i Mistrzostw Świata 1974), zdobywając 2 gole.
| lp. | Data                 | Miejsce             | Przeciwnik        | Rezultat | Rozgrywki     | Grał   | Uwagi |
| --- | -------------------- | ------------------- | ----------------- | -------- | ------------- | ------ | ----- |
| 1.  | 4 sierpnia 1967      | Moskwa              | ZSRR              | 2-2      | elim. IO 1968 | 90'    |       |
| 2.  | 22 lipca 1970        | Szczecin            | Irak              | 2-0      | towarzyski    | od 46' |       |
| 3.  | 6 czerwca 1973       | Chorzów             | Anglia            | 2-0      | elim. MŚ 1974 | od 54' |       |
| 4.  | 3 sierpnia 1973      | Chicago             | Stany Zjednoczone | 1-0      | towarzyski    | 90'    |       |
| 5.  | 8 sierpnia 1973      | Monterrey           | Meksyk            | 2-1      | towarzyski    | 90'    |       |
| 6.  | 10 sierpnia 1973     | San Francisco       | Stany Zjednoczone | 4-0      | towarzyski    | 90'    |       |
| 7.  | 12 sierpnia 1973     | New Britain         | Stany Zjednoczone | 0-1      | towarzyski    | od 60' |       |
| 8.  | 19 sierpnia 1973     | Warna               | Bułgaria          | 2-0      | towarzyski    | 90'    |       |
| 9.  | 26 września 1973     | Chorzów             | Walia             | 3-0      | elim. MŚ 1974 | 90'    | Gol   |
| 10. | 10 października 1973 | Rotterdam           | Holandia          | 1-1      | towarzyski    | 90'    |       |
| 11. | 17 października 1973 | Londyn              | Anglia            | 1-1      | elim. MŚ 1974 | 90'    | Gol   |
| 12. | 21 października 1973 | Dublin              | Irlandia          | 0-1      | towarzyski    | od 46' |       |
| 13. | 17 kwietnia 1974     | Liège               | Belgia            | 1-1      | towarzyski    | do 66' |       |
| 14. | 15 maja 1974         | Warszawa            | Grecja            | 2-0      | towarzyski    | do 45' |       |
| 15. | 15 czerwca 1974      | Stuttgart           | Argentyna         | 3-2      | MŚ 1974       | od 72' |       |
| 16. | 30 czerwca 1974      | Frankfurt nad Menem | Jugosławia        | 2-1      | MŚ 1974       | od 81' |       |
| 17. | 3 lipca 1974         | Frankfurt nad Menem | Niemcy            | 0-1      | MŚ 1974       | 90'    |       |

### Kariera trenerska
Jan Domarski był również trenerem piłkarskim. W sezonie II ligi 1984/1985 był drugim trenerem Resovii, po czym wyjechał do Stanów Zjednoczonych. Od października 1999 prowadził Stal Sanok w rundzie jesiennej sezonu 1992/1993 III ligi. Był także trenerem 5-ligowego zespołu grupy dębickiej Wisłok Wiśniowa. 5 października 2020 został trenerem występującej w krośnieńskiej klasie okręgowej Kotwicy Korczyna.

## Działalność polityczna
W 2010 bez powodzenia kandydował do rady Rzeszowa z listy komitetu Nasz Dom-Rzeszów. Należy do Prawicy Rzeczypospolitej. W 2014 był kandydatem tej partii do sejmiku województwa podkarpackiego z listy PiS, nie uzyskując mandatu.

## Odniesienia w kulturze masowej
W filmie Wesele z 2004 w reżyserii Wojciecha Smarzowskiego Mundek (Jerzy Rogalski) prezentuje na sobie koszulkę reprezentacji Polski z numerem 10, twierdząc, że jest to strój, w którym Jan Domarski zdobył pamiętnego gola 17 października 1973 w meczu z Anglią (1:1) na stadionie Wembley.
W 2007 Wiesław Syzdek nakręcił reportaż TV o Janie Domarskim pt. Złota Bramka.
W 2004 otrzymał Krzyż Kawalerski Orderu Odrodzenia Polski.